# Bpost

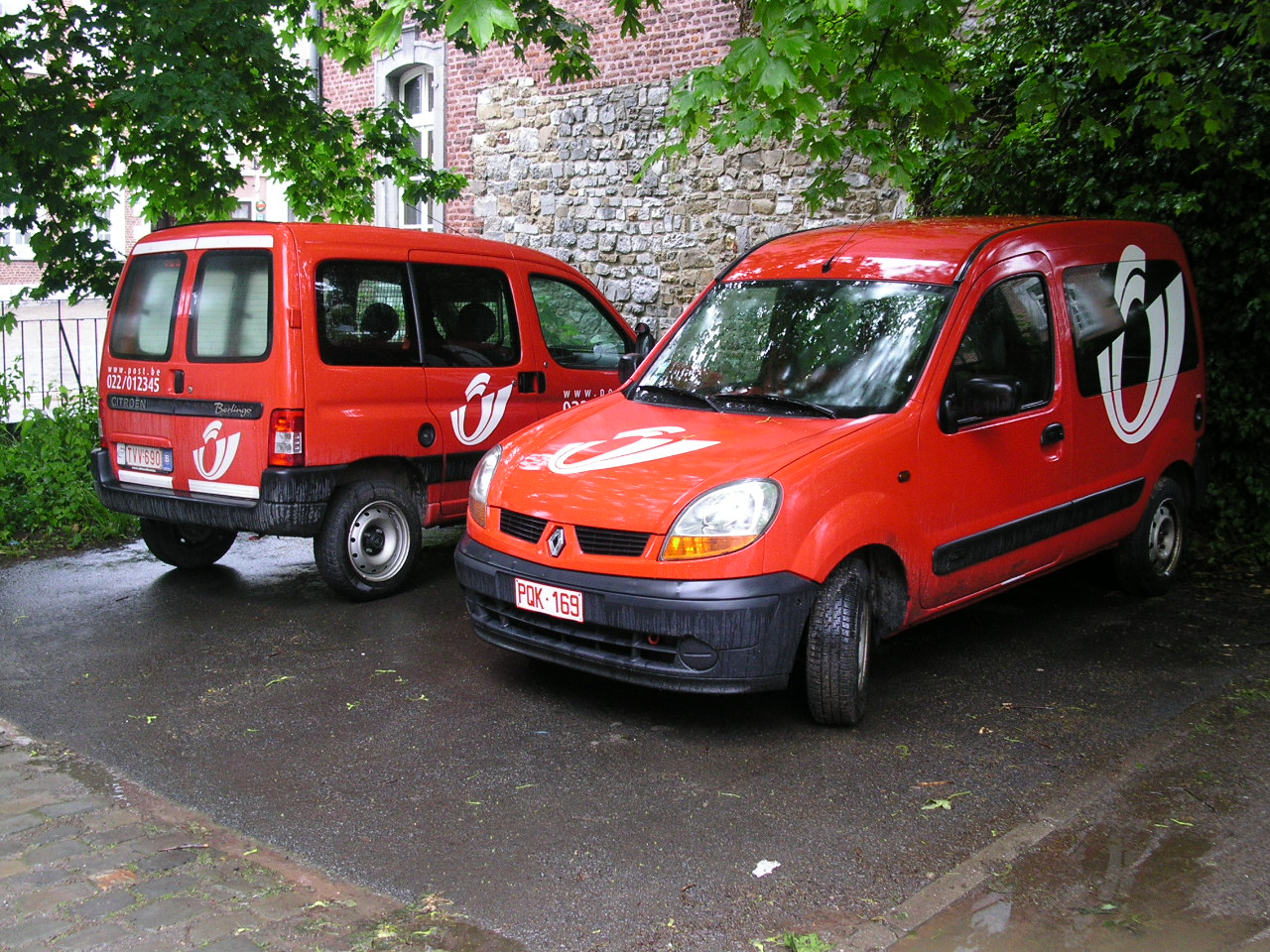
Voertuigen van De Post. Deze voertuigen dragen nog het vorige logo.

Bpost is het postbedrijf van België. Het bedrijf was voor de naamsverandering in september 2010 bekend als De Post (In de Franse Gemeenschap La Poste, in de Duitstalige Gemeenschap Die Post). De nieuwe naam, bpost, past beter in een internationale context en moet de banden met het thuisland, België, extra in de verf zetten. De hoofdzetel van bpost is gelegen in de Multi Tower in Brussel.
De voornaamste opdrachten van bpost zijn de briefbedeling in België en de uitgifte van de Belgische postzegels, die worden gedrukt in de Zegeldrukkerij van Mechelen.

## Activiteiten
Bpost is de leidende postoperator in België met een breed scala aan postale en aanverwante diensten. Het bedrijf staat vooral in voor het ophalen, de sortering, het transport en de bestelling van brieven en pakjes. Sinds maart 2020 komt de postbode slechts tweemaal per week langs bij elke brievenbus in het hele land met niet-urgente post (daarvóór elke werkdag met alle post) en worden 12 miljoen poststukken behandeld. Net als andere postbedrijven kampt bpost echter met een sterke terugval in het aantal bezorgde brieven, dat slechts deels wordt gecompenseerd door de volumestijging bij de pakketten. Het aantal postkantoren is sinds 2010 redelijk op peil gebleven, maar het aantal werknemers is wel fors gedaald. Mede door kostenbesparingen slaagt het bedrijf erin de meeste jaren met winst af te sluiten.
De activiteiten zijn verdeeld over drie onderdelen:
- Belgium houdt zich bezig met het ophalen, transporteren, sorteren en bezorgen van geadresseerde en ongeadresseerde post, afgedrukte documenten, kranten, tijdschriften en pakjes in België. Het netwerk in België bestaat uit postkantoren en postpunten. Hier worden ook financiële producten aangeboden in samenwerking met AG Insurance.
- E-Logistics Eurasia is actief met betrekking tot e-commercelogistiek voor pakjes in Europa en Azië en voor internationale post wereldwijd.
- E-Logistics North America heeft dezelfde activiteiten als hierboven, maar dan in Noord-Amerika en Australië en internationale post. Radial North America en de Landmark Global-entiteiten in Noord-Amerika maken deel uit van dit onderdeel.

Belgium is de grootste activiteit en had in 2022 een omzetaandeel van 50%. E-Logistics North America staat op de tweede plaats en vertegenwoordigde 35% van de omzet, waarbinnen Radial North America veruit de grootse omzetbijdrage leverde.
Bpost bank biedt van haar kant een assortiment van bank- en verzekeringsproducten aan. Het was een joint venture van bpost (50%) en BNP Paribas Fortis (50%) tot in januari 2022 BNP Paribas Fortis de volledige eigenaar werd.
De Belgische Staat is, rechtstreeks en via de Federale Participatie- en Investeringsmaatschappij (FPIM), de meerderheidsaandeelhouder van bpost en heeft 51,04% van de aandelen in handen. Het Belgisch Instituut voor Postdiensten en Telecommunicatie (BIPT) is de nationale toezichthouder. In 2005 werden het Britse investeringsfonds CVC Capital Partners en Post Danmark A/S aandeelhouder in bpost. In 2009 nam CVC het aandelenbelang van de Denen over en in juni 2013 werden alle aandelen in handen van CVC op de beurs genoteerd. De aandelen gingen naar de beurs tegen een prijs van 14,50 euro per stuk.

## Geschiedenis
In 1830 werden de Belgische Posterijen een staatsdienst onder de naam "Direction Générale des Postes" of ook wel "Les Postes". In 1884 veranderde de naam in "Ministerie van Verkeerswezen - Directie van Posterijen". In 1937 werd dit "Administratie van de Post - Administration de la Poste" en in 1971-1972 "Regie der Posterijen - Régie des Postes". In 1992 veranderde de naam in "De Post - La Poste - Die Post". Sinds 17 juni 2010 wordt de naam "bpost" gebruikt.
Sinds 17 maart 2000 is het bedrijf verzelfstandigd. De federale overheid sloot beheerscontracten af met bpost over het dienstverleningsniveau.
De Belgische overheid, het consortium van Post Danmark A/S en CVC Capital Partners Limited en bpost van publiek recht brachten op 17 januari 2006 een strategisch partnerschap tot stand om te werken aan een verdere modernisering van het bedrijf. In 2006 gingen ook de nieuwe sorteercentra Gent X, Charleroi X, Antwerpen X en Luik X van start. Het bestaande Brussel X werd vernieuwd. De nieuwe sorteercentra vertegenwoordigden met 200 miljoen euro de grootste investering van De Post ooit.
In maart 2014 werd het aandeel al opgenomen in de BEL 20-beursindex.
In december 2015 keurde de Kamer van volksvertegenwoordigers een wetsontwerp goed dat aan de Belgische Staat toestond een deel van zijn aandelen in bpost en Proximus te verkopen. Er werd geen benedengrens gesteld. Volgens dezelfde wet is, zodra de deelneming van de overheid in het kapitaal zakt tot lager dan 50% plus één aandeel, bpost niet langer een autonoom overheidsbedrijf, maar wordt het een naamloze vennootschap van privaatrecht.
In mei 2016 poogde bpost het Nederlandse PostNL over te nemen, maar zonder resultaat. In oktober 2016 deed bpost een nieuwe poging met betere voorwaarden voor PostNL om nu wel tot een overeenkomst te komen. Een fusie van de twee zou leiden tot het op drie na grootste postbedrijf van Europa. Volgens bpost leverde het samengaan 3600 nieuwe banen op, min of meer gelijk verdeeld over België en Nederland. Het Belgische postbedrijf wilde de overname voor de helft in contanten en de helft in eigen aandelen betalen. Als grootaandeelhouder zou de Belgische staat zijn fiat moeten geven en het meerderheidsbelang verliezen. In november 2016 wees PostNL het voorstel weer af.
In oktober 2017 maakte bpost de overname bekend van het Amerikaanse bedrijf Radial, Inc. Radial biedt logistieke oplossingen aan voor e-commerce, zoals de technologie om bestellingen te beheren en verwerken over betalingsdiensten tot het transport, terugzendingen en klantendienst. Het verwerkt 72 miljoen pakjes per jaar via 24 distributiecentra. Tot de klanten behoren merken als Adidas, Levi’s, Estée Lauder, Ralph Lauren en Godiva. Het hoofdkantoor staat in King of Prussia (Pennsylvania) en telt 6700 medewerkers. Bpost betaalde US$ 820 miljoen ofwel 700 miljoen euro voor Radial, Inc. Er werd verwacht dat met een jaaromzet van 850 tot 1000 miljoen euro de omzet van bpost met een derde zou toenemen na de afronding van de overname. Op 16 november 2017 werd de overname gerealiseerd. 
Na de overname bleek de omzet van Radial sterk tegen te vallen. 'Radial was commercieel bijna dood' verklaarde CEO Koen Van Gerven zelf op de algemene vergadering van mei 2019. Volgens Van Gerven was de ontevredenheid bij klanten groter dan verwacht zodat veel klanten afhaakten. Bij de overname werd verwacht dat Radial met 70 miljoen euro EBITDA zou bijdragen aan de groep. In 2019 was de bijdrage slechts 29 miljoen euro EBITDA. Onder leiding van Pierre Winand werd met succes een relanceplan ingezet vanaf juni 2018. In 2022 behaalde Radial een EBITDA van 126 miljoen dollar. In 2024 schreef bpost 300 miljoen euro af op de goodwill van Radial na een impairment test.
Op 30 september 2022 werd de Nederlandse distributeur Aldipress overgenomen. Aldipress verzorgt het logistieke distributieproces voor de losse verkoop van tijdschriften, stripalbums, romans en puzzels. Aldipress werd gekocht voor 3,5 miljoen euro en is ondergebracht in het bedrijfsonderdeel Belgium.
In april 2024 maakte Bpost bekend Staci te willen overnemen. Staci is een groot logistiek bedrijf met 3500 werknemers in acht landen. Het bezorgt vooral pakketten met Frankrijk als thuismarkt. Verder is het actief in België, Italië, Nederland, Spanje, het Verenigd Koninkrijk en de Verenigde Staten. Bpost is bereid 1,3 miljard euro te betalen en Staci wordt daarmee de grootste overname ooit voor Bpost. Staci behaalde in 2023 een omzet van 0,8 miljard euro.

## Bestuurders sinds 2000
Bij de lancering van de paars-groene regering had bevoegd minister Rik Daems (Open Vld) de ambitie om ook De Post te moderniseren. Daartoe trok hij begin 2000 Frans Rombouts aan als gedelegeerd bestuurder. Rombouts stelde een totaal nieuw directieteam samen en vatte zeer snel de modernisering van De Post aan. Daarbij werd niet enkel de naam gewijzigd in BPG (Belgian Post Group), maar werden ook snel afdelingen als ICT of het interne consulting-departement verzelfstandigd in samenwerking met externe partners. Frans Rombouts legde ook de basis voor het befaamde Georoute (dat de postrondes uitstippelt, op basis van Canadese ervaring), de splitsing van het netwerk in een A- en B-poot, de splitsing van Mail- en Retail-kantoren en de opbouw van nieuwe sorteercentra die gingen sorteren op huisnummer. Ondanks het initieel enthousiasme binnen de regering kwam er via de vakbonden sleet op het vertrouwen van de socialistische regeringspartners sp.a en PS. Toen Rombouts eind 2001 de plannen voor de effectieve splitsing van het netwerk in A- en B-kantoren, een prijsverhoging voor wie zijn post vroeg wilde ontvangen en het beoogde sluiten van twee sorteercentra (Luik en Antwerpen) concreter maakte, verloor hij ook de steun van de MR en werd hij de laan uitgestuurd.
Begin 2002 polste de regering of Johnny Thijs, lid van de raad van bestuur van bpost en CEO van Ter Beke, interesse had om Frans Rombouts op te volgen. Na een korte bedenktijd hapte hij toe. Johnny Thijs leerde veel van wat fout ging voor Frans Rombouts en ging omzichtiger te werk. Hij wijzigde het directieteam, waarbij enkele vertrouwelingen van Rombouts vervangen werden. Hij zette ook snel een structuur op om het overleg met zowel de vakbonden als de overheid te versterken. Tot slot veilde hij wat scherpe kantjes van het beleid van Rombouts af, zonder dat beleid helemaal terug te schroeven: er bleven vijf sorteercentra (alhoewel Luik maar half werd uitgerust), hij vertraagde de uitrol van Georoute en versoepelde enkele criteria. De herwonnen rust binnen de onderneming liet Thijs toe het noodzakelijk hervormingsbeleid op een rustiger tempo door te voeren. Dat de verwachte daling van de brievenpost zich de eerste jaren niet aankondigde en dat de politiek het monopolie van de onderneming sterk bleef ondersteunen, gaven extra comfort. In 2013 ontstonden evenwel opnieuw spanningen met de politieke wereld. Deze keer niet over de snelheid van de hervormingen, maar over zijn loon. Vooral onder druk van de PS wenste men dit te halveren, wat Thijs niet pikte. Eind 2013 liet hij de raad van bestuur weten dat een vervanger moest gezocht worden.
Opnieuw keek de raad van bestuur naar iemand die vertrouwd was met de onderneming. Begin 2014 viel de keuze op Koen Van Gerven, die sinds 2006 actief was bij bpost als lid van het directiecomité, verantwoordelijk voor het Retail-kantorennet en de bank-activiteit. Het gesternte voor Van Gerven stond evenwel minder gunstig dan voor zijn voorganger: de langverwachte daling van de brievenpost zette zich wel door. Op het door e-commerce gestuwde terrein van de pakjes had bpost in de totaal geliberaliseerde markt af te rekenen met extreem hevige concurrentie van voornamelijk PostNL. Dit maakte dat de hervormingen en besparingen op een sneller tempo moesten doorgevoerd worden. De relaties met de vakbonden verzuurden opnieuw, wat stakingen met zich meebracht. Ook de vele herstructureringen en besparingen op hoofdkantoor, specifiek gericht op kader- en managementsfuncties, vaak aangestuurd door consultants, verzuurden de sfeer binnen het bedrijf. De positie van Van Gerven werd helemaal moeilijk wanneer er problemen met de overname van Radial opdoken. In augustus 2019 liet Van Gerven de raad van bestuur weten zijn mandaat dat liep tot februari 2020 niet te willen verlengen.
Op 1 maart 2020 volgde Jean-Paul Van Avermaet Van Gerven op als CEO van bpost. Hij was tot dan CEO van beveiligings-onderneming Group 4 en was voorheen ook een van de kandidaten op de shortlist om CEO van de NMBS te worden. Op 14 maart 2021 werd Van Avermaet ontslagen.
| Periode      | Voorzitter          |
| ------------ | ------------------- |
| 1992 - 1995  | Etienne Mangé       |
| 1995 - 2000  | Francine Wachsstock |
| 2000 - 2006  | Pierre Klees        |
| 2006 - 2014  | Martine Durez       |
| 2014 - 2017  | Françoise Masai     |
| 2017 - 2021  | François Cornelis   |
| 2021 - 2022  | Audrey Hanard       |
| 2022 - 2023  | Sonja Rottiers (*)  |
| 2023 - 2025  | Audrey Hanard       |
| 2025 - heden | Françoise Roels     |

| Periode      | CEO                    |
| ------------ | ---------------------- |
| 1989 - 1997  | Joseph Becco           |
| 1997 - 2000  | André Bastien          |
| 2000 - 2002  | Frans Rombouts         |
| 2002 - 2014  | Johnny Thijs           |
| 2014 - 2020  | Koen Van Gerven        |
| 2020 - 2021  | Jean-Paul Van Avermaet |
| 2021 - 2022  | Dirk Tirez             |
| 2023 - heden | Chris Peeters          |